# جان دوراند
جان دوراند (بالفرنسية: Jean Durand)‏ هو كاتب سيناريو ومخرج فرنسي، ولد في 15 ديسمبر 1882 في الدائرة الثامنة عشرة في باريس في فرنسا، وتوفي في 10 مارس 1946 في الدائرة العاشرة في باريس في فرنسا.

## وصلات خارجية
- جيان دوراند على موقع IMDb (الإنجليزية)
- جيان دوراند على موقع ألو سيني (الفرنسية)
- جيان دوراند على موقع أول موفي (الإنجليزية)
- جيان دوراند على موقع قاعدة بيانات الأفلام السويدية (السويدية)
- جيان دوراند على موقع قاعدة بيانات الفيلم (الإنجليزية)
- جيان دوراند على موقع كينوبويسك (الروسية)